# Schwarzes Alpenschwein

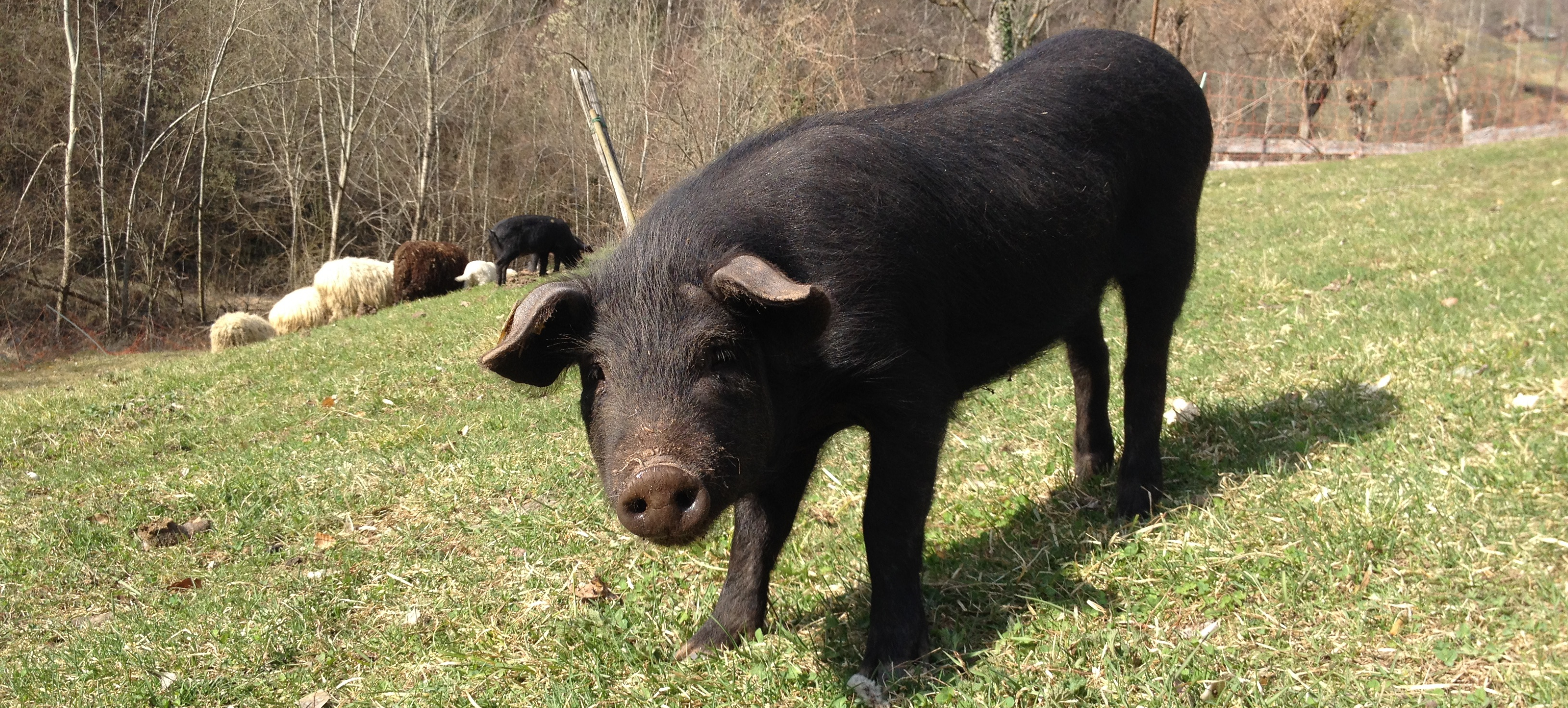
Schwarzes Alpenschwein

Das Schwarze Alpenschwein (auch Schwarzes und geschecktes Alpenschwein) ist eine Komposit-Schweinerasse, basiert aber auf Resten tatsächlicher Alpenrassen.

## Beschreibung
Die kleine bis mittelgroße Schweinerasse mit langen, kräftigen Beinen und kurzem Rumpf ist sehr berggängig. Die Farbe reicht von schwarz über gescheckt bis dunkelrot. Das Schwarze Alpenschwein wird im Alpenraum der Schweiz, von Italien, Österreich und Deutschland als Nutztier gehalten. Das Gewicht der Sau beträgt 130 bis 160 kg, jenes des Ebers 150 bis 180 kg. Eine Alpenschwein wirft zweimal pro Jahr 8 bis 12 Ferkel.

## Herkunft
Vor über 100 Jahren wurden fast alle europäischen Schweinerassen von fremden Leistungsrassen verdrängt. Im Alpenraum sogar vollständig. 2013 fanden Vertreter der Veterinär-Universität Parma eine letzte Gruppe Veltliner-Schweine, auch Bündnerschweine genannt. Pro Patrimonio Montano, ein nichtstaatliches Netzwerk, das sich für den Erhalt der genetische Vielfalt im Alpenraum einsetzt, führte die Zucht weiter und fand nach langer Suche zwei weitere Reliktgruppen, die Samolaco-Schweine im Valchiavenna und die Ultner Schecken. Ein Zusammenführen dieser drei Schläge war zur Vermeidung von Inzucht nötig. Die drei Herkünfte bilden nun einen Genpool. Dieser steht heute stellvertretend für alle Alpenschweinerassen.
Da es sich um schwarze oder schwarzgefleckte Tiere handelt, erfolgt nun die Zucht unter dem Namen „Schwarzes Alpenschwein“, ein Name der schon in der alten Fachliteratur für die „Gemeinschaft schwarzer Alpenschweine“ verwendet wurde.

## Verbreitungsgebiet einst und jetzt
Die schwarzen, gescheckten und dunkelroten Alpenschweine waren in verschiedensten Ausprägungen im ganzen zentralen Alpenraum der Schweiz, sowie in den italienischen Ostalpen, vom Simplonpass bis zum Isonzo und in den angrenzenden Teilen Österreichs, insbesondere Kärnten, verbreitet.
Die heutigen Zuchten befinden sich in den italienischen Provinzen Valle d’Aosta, Sondrio im Veltlin, Bozen im Südtirol, Trentino und Belluno in Venetien, im Tirol und in Salzburg in Österreich und im deutschen Berchtesgadener Land. In der Schweiz gab es letzte Tiere noch bis ca. 1980 am Lukmanier- und am Splügenpass. Die Wiederinzuchtnahme im Schweizer Berggebiet erfolgte ab 2018.

## Nutzung
Die Alpenschweine werden extensiv in Kleingruppen gehalten. Dank ihrer Anspruchslosigkeit und Robustheit sind sie für extensive Freilandhaltung im Berggebiet geeignet. Dank ihrer dunklen Färbung sind sie nicht sonnenbrandgefährdet und können, im Gegensatz zu modernen Rassen, ganztags draußen sein. Mit ihrem Wühlen bekämpfen sie Placken/Ampfern und lockern von Rindern verdichtete Lägerfluren. Sie werden deshalb bevorzugt in biologisch geführten Betrieben gehalten.
Da die Alpenschweine dauernd in Bewegung sind, setzen sie das Fett in der Muskulatur ab, was ein feinfaseriges, marmoriertes Fleisch gibt. Eine Studie der Fachhochschule Graz belegt ein 1,4-fach günstigeres Verhältnis zwischen gesättigten und ungesättigten Omega-3-Fettsäuren. Die gegenüber heutigen Leistungsrassen zwei- bis dreimal längere Aufzuchtzeit bedingt allerdings einen höheren Preis für den Fleischkonsum.